# La Pucelle (Chapelain)
Pour les articles homonymes, voir La Pucelle d'Orléans.
La Pucelle, ou la France délivrée est un poème héroïque de Jean Chapelain, publié à Paris en 1656.

## Histoire
À partir de 1623, Jean Chapelain est considéré comme un « critique en vue. Cette gloire ne lui suffit pas. Assez tôt, il prétendit rimer ». Antoine Adam regrette que « son maître de poésie fût Arnauld d'Andilly dont les théories sur le vers français retardaient de quelques décades. Chapelain ne se libéra jamais de cette influence qui, poétiquement, le perdit ».
Pensionné du duc de Longueville, « il décida d'écrire un poème épique sur Jeanne d'Arc: c'est La Pucelle. Ce sujet fut choisi parce qu'il lui permettait de célébrer longuement Dunois, l'ancêtre de la maison de Longueville ».
Chapelain laisse pourtant passer « trente ans avant de se décider à publier la première moitié du chef-d'œuvre, et les mauvaises langues diront que La Pucelle est un prétexte, et qu'il s'agit pour Chapelain de conserver le plus longtemps possible la pension du duc de Longueville ».